# Фейт (Техас)
Фейт (англ. Fate) — місто (англ. city) в США, в окрузі Рокволл штату Техас. Населення — 17 958 осіб (2020).

## Географія
Фейт розташований за координатами 32°56′23″ пн. ш. 96°23′12″ зх. д. / 32.93972° пн. ш. 96.38667° зх. д. (32.939707, -96.386753).  За даними Бюро перепису населення США в 2010 році місто мало площу 15,29 км², з яких 15,05 км² — суходіл та 0,24 км² — водойми. В 2017 році площа становила 28,24 км², з яких 27,80 км² — суходіл та 0,44 км² — водойми.

## Демографія
Згідно з переписом 2010 року, у місті мешкало 6357 осіб у 1989 домогосподарствах у складі 1715 родин. Густота населення становила 416 осіб/км².  Було 2108 помешкань (138/км²).
Расовий склад населення:
| - 84,0 % — білих - 6,8 % — чорних або афроамериканців - 1,6 % — азіатів - 0,8 % — корінних американців - 4,5 % — осіб інших рас |

До двох чи більше рас належало 2,3 %. Частка іспаномовних становила 14,9 % від усіх жителів.
За віковим діапазоном населення розподілялося таким чином: 35,1 % — особи молодші 18 років, 60,2 % — особи у віці 18—64 років, 4,7 % — особи у віці 65 років та старші. Медіана віку мешканця становила 30,9 року. На 100 осіб жіночої статі у місті припадало 97,9 чоловіків;  на 100 жінок у віці від 18 років та старших — 96,4 чоловіків також старших 18 років.
Середній дохід на одне домашнє господарство  становив 101 173 долари США (медіана — 91 788), а середній дохід на одну сім'ю — 105 440 доларів (медіана — 101 528). За межею бідності перебувало 4,8 % осіб, у тому числі 7,9 % дітей у віці до 18 років та 0,0 % осіб у віці 65 років та старших.
Цивільне працевлаштоване населення становило 4416 осіб. Основні галузі зайнятості: освіта, охорона здоров'я та соціальна допомога — 21,0 %, науковці, спеціалісти, менеджери — 11,2 %, публічна адміністрація — 10,4 %.